# Duvalia gracilis
Duvalia gracilis är en oleanderväxtart som beskrevs av U. Meve. Duvalia gracilis ingår i släktet Duvalia och familjen oleanderväxter. Inga underarter finns listade i Catalogue of Life.